# Nacina Ves
Nacina Ves je obec na Slovensku v okrese Michalovce. Leží v laboreckém výběžku Východoslovenské nížiny, na nánosovém valu Laborce, v nadmořské výšce 128 m. První písemná zmínka o obci je z roku 1254 v pomaďarštěném názvu Navalyad. Další písemná zmínka o obci Nacina Ves je z roku 1370 v pomaďarštěné podobě Natafalua.
V obci se nachází římskokatolický románsko-gotický kostel Všech svatých ze začátku 14. století, v roce 1995 značně přestavěný. Řeckokatolický kostel svatého Cyrila a Metoděje byl postavený v letech 191–1993.